# 埃梅里克·福格尔
埃梅里克·福格尔（羅馬尼亞語：Emerich Vogl，1905年8月12日—1971年10月29日），匈牙利语名福格尔·伊姆雷（匈牙利語：Vogl Imre），罗马尼亚、匈牙利男子足球运动员，司职中场后卫。他曾代表罗马尼亚国家队参加1930年和1934年国际足联世界杯。